# Спектральна лінія

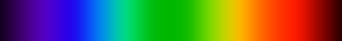
Неперервний спектр

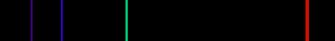
Лінійний спектр випромінювання

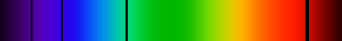
Лінійний спектр поглинання

Спектра́льна лі́нія — світла або темна вузька смуга в оптичному спектрі, пов'язана з надлишком або браком фотонів з відповідною частотою.

## Опис
Спектральні лінії характеризуються інтенсивністю, шириною та формою.
Спектр, у якому чітко розрізняються окремі лінії, називається лінійчастим спектром.
Близькі за частотою спектральні лінії називаються мультиплетами — дублетами, якщо їх дві, триплетами, якщо три, тощо. Часто мультиплети з'являються в оптичних спектрах у зовнішніх полях, що є свідченням того, що за браком зовнішнього збурення спектральна лінія є власне накладеними одна на одну кількома лініями.

## Атомна спектральна лінія
Атомна спектральна лінія — це спектральна лінія, що відповідає частоті випромінення, утвореного внаслідок певного електронного переходу між енергетичними рівнями в атомі.